# Cephalophus adersi
Céphalophe d'Ader
Espèce
Statut de conservation UICN

 VU A4cd : Vulnérable
Le Céphalophe d'Ader (Cephalophus adersi) est une espèce de mammifère appartenant à la famille des Bovidae. Il est présent en petit nombre (environ 1400) en Tanzanie (Région de Zanzibar) et de façon parcellaire au sud du Kenya.